# Ursula Frohne
Ursula Anna Frohne (* 4. September 1958 in Stadtlohn) ist eine deutsche Kunsthistorikerin und Hochschullehrerin.

## Leben
Frohne studierte Kunstgeschichte, Niederlandistik und Kommunikationswissenschaften an der Westfälischen Wilhelms-Universität Münster und der Freien Universität Berlin. 1993 promovierte sie in Kunstgeschichte an der Freien Universität Berlin. 1995–2002 war sie Hauptkuratorin am Museum für Neue Kunst und Lehrbeauftragte an der Staatlichen Hochschule für Gestaltung in Karlsruhe. 2002 wurde sie als Professorin für History of Art an die International University Bremen (heute Jacobs University Bremen) berufen, 2006–2015 war sie Professorin für Kunstgeschichte mit dem Schwerpunkt Kunst des 20. und 21. Jahrhunderts an der Universität zu Köln.
Seit Oktober 2015 ist Frohne Professorin für Kunstgeschichte mit dem Schwerpunkt „Moderne“ an der Westfälischen Wilhelms-Universität Münster.
Frohne war bis Ende 2019 eine der Herausgeberinnen der Zeitschrift für Kunstgeschichte und wirkte an der Neugründung der Zeitschrift 21:Inquiries into Art, History, and the Visual mit, die seit 2020 im OpenAccess erscheint und dessen Herausgeberin sie ebenfalls ist.
2025 wurde Frohne zum Mitglied der Nordrhein-Westfälischen Akademie der Wissenschaften und der Künste gewählt.

## Werke (Auswahl)

### Monographien
- Ursula Frohne, Maler und Millionäre – Erfolg als Inszenierung. Künstler in New York seit dem 19. Jahrhundert, Dresden: Verlag der Kunst 2000.

### Herausgeberin
- Ursula Frohne, Marianne Wagner (Hg.), Public Matters. Debatten und Dokumente aus dem Skulptur Projekte Archiv | Public Matters. Debates and Documents from the Sculpture Projects Archives, Köln: Buchhandlung Walther König (erscheint im November 2019).

- Anne Thurmann-Jajes, Ursula Frohne, Jee-Hae Kim et al. (Hg.), Radio as Art. Concepts, Spaces, Practices, Bielefeld: transcript (erscheint im August 2019).

- Ursula Frohne, Lilian Haberer, Annette Urban (Hg.), Display | Dispositiv Ästhetische Ordnungen, München: Wilhelm Fink Verlag 2019.

- Barbara Engelbach und Ursula Frohne (Hg.), Sigmar Polke. Film und Kunst / Film and Art, Köln: Buchhandlung Walther König 2016.

- Ursula Frohne und Lilian Haberer (Hg.), Kinematographische Räume. Installationsästhetik in Film und Kunst, München: Wilhelm Fink Verlag 2012.

### Artikel
- „Radio as a 'Minor' Art Practice“ in: Anne Thurmann-Jajes, Ursula Frohne, Jee-Hae Kim et al. (Hg.), Radio as Art. Concepts, Spaces, Practices, Bielefeld: transcript 2019, S. 127–158.
- „Situative Displays eines Kinos ‚im erweiterten Feld’“, in: Ursula Frohne, Lilian Haberer, Annette Urban (Hg.), Display | Dispositiv Ästhetische Ordnungen, München: Wilhelm Fink Verlag 2018, S. 101–138.
- „Plastische Potenzialität des Fotografischen“ | "The Sculptural Potentiality of The Photographic", in: FOTOFINISH, Jubiläumsausstellung der DZ Bank Kunstsammlung, Frankfurt am Main, 2018, S. 221–293 | S. 295–310.
- „Die USA in Vietnam und die Kritik der Kunst“ (gemeinsam mit Christian Katti), in: Andreas Beitin und Eckhart Gillen (Hg.), Flashes of the Future, Die Kunst der 1968er oder die Macht der Ohnmächtigen, Bonn: Bundeszentrale für Politische Bildung, 2018, S. 138–168.